# Noam Dar
Noam Dar (Be'er Ya'akov, 28 luglio 1993) è un wrestler israeliano naturalizzato britannico.

## Carriera

### WWE (2016–2024)

#### Cruiserweight Classic (2016)
Partecipò al torneo del Cruiserweight Classic indetto dalla WWE. Nei sedicesimi di finale del 23 giugno sconfisse Gurv Sihra, e negli ottavi di finale del 14 luglio Dar sconfisse Ho Ho Lun. Nei quarti di finale, però, perse contro Zack Sabre Jr. venendo eliminato. Il torneo, alla fine, venne vinto da T.J. Perkins, il quale venne premiato con il Cruiserweight Championship.

#### Rawe205 Live(2016–2019)
Nonostante la sconfitta nei quarti di finale nel Cruiserweight Classic, venne assegnato al roster di Raw. Il suo debutto avvenne nella puntata del 7 novembre dove lui e il Cruiserweight Champion The Brian Kendrick vennero sconfitti da Rich Swann e Sin Cara; nel post match Kendrick insultò Dar, il quale lo respinse facilmente. Fece il suo debutto in pay-per-view il 20 novembre nel Kick-off di Survivor Series, dove lui, Rich Swann e TJ Perkins sconfissero Ariya Daivari, Drew Gulak e Tony Nese. Nella puntata di Raw del 21 novembre partecipò ad un Triple Threat match insieme a Rich Swann e TJ Perkins per determinare il contendente n°1 al Cruiserweight Championship di The Brian Kendrick ma fu Swann ad aggiudicarsi la contesa. Nella puntata di 205 Live del 7 febbraio partecipò ad Fatal 5-Way Elimination match che comprendeva anche Cedric Alexander, Gentleman Jack Gallagher, Mustafa Ali e TJ Perkins per determinare il contendente n°1 al Cruiserweight Championship di Neville a Fastlane ma venne eliminato da Alexander. Dopo essersi alleato con Alicia Fox, il 5 marzo, nel Kick-off di Fastlane, Dar e The Brian Kendrick vennero sconfitti da Akira Tozawa e Rich Swann. Nella puntata di 205 Live del 18 aprile Dar interruppe poi la sua collaborazione con Alicia. Nella puntata di 205 Live del 2 maggio sconfisse Rich Swann e nel post match si riconciliò con Alicia Fox. Il 4 giugno, ad Extreme Rules, Dar e Alicia vennero sconfitti da Rich Swann e Sasha Banks in un Mixed Tag Team match. Nella puntata di 205 Live dell'11 luglio Dar venne sconfitto da Cedric Alexander in un "I Quit" match; nel post match Dar scaricò Alicia Fox, mettendo fine definitivamente alla loro collaborazione. Nella puntata di Raw del 27 novembre Dar partecipò ad un Fatal 4-Way match che includeva anche Akira Tozawa, Ariya Daivari e Rich Swann per determinare uno dei due sfidanti che si sarebbero affrontati per determinare il nuovo contendente n°1 al Cruiserweight Championship di Enzo Amore ma il match venne vinto da Swann. In seguito, Dar subì un infortunio al ginocchio che lo costrinse a rimanere fuori dalle scene. Dar tornò nella puntata di 205 Live del 3 luglio 2018 dove sconfisse senza problemi TJP.

#### NXT UK(2018–2022)
Dar fece il suo debutto ad NXT UK nella puntata del 17 ottobre dove affrontò Pete Dunne per il WWE United Kingdom Championship venendo sconfitto. Nella puntata di NXT UK del 13 maggio 2019 Dar attaccò Mark Andrews effettuando un turn heel. Il loro match, la settimana dopo, terminò in no-contest, con Dar che si infortunò al ginocchio venendo costretto a rimanere fuori dalle scene per almeno due mesi. Il 31 agosto, a NXT UK TakeOver: Cardiff, Dar sconfisse Travis Banks. Nella puntata di NXT UK del 1º ottobre Dar sconfisse Alexander Wolfe (in un match arbitrato da Pete Dunne) nel primo turno del torneo per l'NXT UK Heritage Cup. Nella puntata di NXT UK del 5 novembre Dar venne poi sconfitto da A-Kid nella semifinale del torneo per l'NXT UK Heritage Cup Championship. Nella puntata di NXT UK del 6 ottobre (andata in onda il 28 ottobre) Dar sconfisse Tyler Bate per 2-1 conquistando l'NXT UK Heritage Cup per la prima volta. Nella puntata di NXT UK del 25 novembre Dar difese il trofeo contro Sam Gradwell per 2-1. Nella puntata di NXT UK del 20 gennaio Dar pareggiò con A-Kid per 1-1 ma mantenne comunque il titolo. Il 10 marzo, ad NXT UK, Dar mantenne il trofeo contro Joe Coffey per 2-1. La settimana dopo, Dar mantenne la cintura anche contro Mark Coffey per 2-1. Successivamente, Dar perse il trofeo dell'NXT UK Heritage Cup contro Mark Coffey il 23 giugno ad NXT UK per poi riconquistarlo il 7 luglio per la seconda volta (in onda il 25 agosto 2022). Il 1º settembre, con la chiusura di NXT UK, Dar rimase inattivo, e con lui anche l'NXT UK Heritage Cup.

#### NXT(2023–2024)
Nella puntata di NXT del 4 aprile 2023 Dar fece il suo ritorno a sorpresa con l'NXT UK Heritage Cup, cercando un avversario, prima dell'incontro tra Dragon Lee e Nathan Frazer. Dalla puntata di NXT dell'11 aprile annunciò il cambio di nome del trofeo in NXT Heritage Cup, e debuttò ufficialmente la settimana dopo sconfiggendo Myles Borne. Il 28 maggio, ad NXT Battleground, mantenne l'NXT Heritage Cup contro Dragon Lee in un british rounds rules match per 2-1 grazie all'aiuto di Lash Legend e Jakara Jackson. Nella puntata di NXT del 30 maggio affrontò Carmelo Hayes per l'NXT Championship ma venne sconfitto. Nella puntata di NXT del 13 giugno incaricò Oro Mensah di difendere l'NXT Heritage Cup contro Nathan Frazer ma il suo assistito perse in un british rounds rules match per 2-1, così Dar perse il trofeo dopo 341 giorni di regno. Riuscì a riconquistare l'NXT Heritage Cup il 22 agosto, nella puntata speciale NXT Heatwave, sconfiggendo Nathan Frazer in un british rounds rules match per 2-1. Il 30 settembre, a NXT No Mercy, prevalse su Butch in un british rounds rules match per 2-1 grazie all'intervento di Joe Coffey, mantenendo così l'NXT Heritage Cup. Nella puntata di NXT del 7 novembre difese il trofeo contro Akira Tozawa in un british rounds rules match per 2-1. Il 21 novembre, ad NXT, affrontò Chad Gable per difendere l'NXT Heritage Cup ma il loro british rounds rules match terminò sull'1-1, con Dar che rimase dunque campione. Nella puntata di NXT del 26 dicembre difese il trofeo contro Josh Briggs per squalifica sul punteggio di 0-1 in un british rounds rules match.
Il 30 gennaio, ad NXT, difese l'Heritage Cup sconfiggendo Von Wagner in un british rounds rules match per 2-0. Nella puntata di NXT del 27 febbraio perse il trofeo contro Charlie Dempsey in un british rounds rules match per 2-1 dopo 189 giorni di regno.

## Personaggio

### Mosse finali
- Champagne Superkneebar (Kneebar)
- Fisherman buster
- Nova Roller (Running enzuigiri) – 2016–presente

### Soprannomi
- "The Israeli Icon"
- "The Jewdi Master"
- "The Champagne Supernova"
- "The Scottish Supernova"
- "The Supernova Eleven"

## Titoli e riconoscimenti
- British Championship Wrestling
  - BCW Openweight Championship (1)
- Insane Championship Wrestling
  - ICW Zero-G Championship (2)
  - ICW Zero-G Title Tournament (2010)
- One Pro Wrestling
  - 1PW Openweight Championship (1)
- Preston City Wrestling
  - PCW Cruiserweight Championship (1)
  - PCW Heavyweight Championship (1)
  - Road to Glory Tournament (2013)
- Premier British Wrestling
  - PBW Tag Team Championship (1) – con Liam Thomson
  - King of Cruisers (2012)
- PROGRESS Wrestling
  - PROGRESS World Cup (2014)
- Pro Wrestling Elite
  - PWE World Heavyweight Championship (1)
  - Elite Rumble (2016)
- Pro Wrestling Illustrated
  - 106º tra i 500 migliori wrestler singoli nella PWI 500 (2016)
- WWE
  - NXT Heritage Cup (4)[14][15]